# George W. Casey, Jr.
George William Casey, Jr (nascut 21 de juliol de 1948 a Sendai, Prefectura de Miyagi, Japó) és el 36è i actual  Cap d'Estat Major de l'Exèrcit dels Estats Units. El general Casey es va exercir anteriorment com a Comandant General de la  Força Multinacional a l'Iraq entre juny de 2004 i el 8 de febrer de 2007. Ell va pujar al seu actual càrrec i jerarquia el 10 d'abril de 2007.

## Primers anys
Casey va néixer el 1948, a la localitat de Sendai, durant l'ocupació aliada del Japó. El seu pare, George William Casey, era un graduat de West Point, que va aconseguir el rang de Major General i va servir en dues guerres (la Guerra de Corea, i Guerra del Vietnam). El seu pare va comandar la 1a Divisió de Cavalleria a Vietnam i va morir el 7 de juliol de 1970 quan l'helicòpter al seu comandament es va estavellar al sud del Vietnam, camí a un hospital per visitar a soldats estatunidencs ferits.
Va créixer al sud de Boston, Massachusetts i va assistir al "Boston College High School" a Dorchester, Massachusetts. Després de l'escola secundària, va obtenir un Bachelor of Science (batxillerat en ciències) a relacions internacionals a l'Edmund A. Walsh School of Foreign Service de la Universitat de Georgetown i una Master of Arts a la Josef Korbel School of International Studies de la Universitat de Denver.

## Carrera militar
Va ser comissionat al de cos d'entrenament d'oficials de la reserva (ROTC) de l'exèrcit dels Estats Units el1970, després de la graduació de Georgetown.
Casey va servir en la divisió d' infanteria mecanitzada durant el comandament de la seva carrera. Va ser  comandant de la 3a Brigada de la 1a Divisió de Cavalleria, i auxiliar de maniobres (més tard Comandant Auxiliar de la Divisió - Suport) del Comandant de Divisió de la 1a Divisió Blindada a Alemanya. És desplegat com a part de l' Operació Esforç Conjunt a Bòsnia i Hercegovina de juliol de 1996 fins a agost de 1997. El general i la resta del personal del lloc de comandament van estar basats en Slavonski Brod (Croàcia). Casey va prendre el comandament de la 1a Divisió Blindada el juliol de 1999.
Després d'abandonar el comandament de la divisió en juliol de 2001, Casey va servir en una posició d'alts funcionaris en el Pentàgon com a director de polítiques i plans estratègics, J-5, o Estat Major Conjunt, d'octubre de 2001 el gener de 2003. El seu següent càrrec va ser el de director de l'estat major conjunt en Washington DC a partir de gener de 2003 a octubre de 2003. Arran d'aquestes tasques, Casey va ser nomenat i confirmat com el 30a Vice Cap d'Estat Major de l'Exèrcit, servint en aquest càrrec fins al juny de 2004.
L'11 d'abril de 2011, Casey es va retirar de l'exèrcit en una cerimònia a Fort Myer (Virgínia), en la que el secretari de defensa Robert Gates li va agrair els seus anys de servei. Casey fou succeït com a cap d'estat major per Martin E. Dempsey.

## Vida personal
Casey, de pares de Massachusetts, es va mudar a Scituate a la seva jubilació.